# 28 древних олив
28 древних олив — одно из старейших насаждений маслины европейской (Olea europaea) в античном парке олив на территории дома отдыха «Айвазовское» в посёлке Партенит, Крым. Обхват деревьев составляет 2,4—2,8 метра, высота — 7—9 метров, возраст — 500 лет. Ранее это место принадлежало усадьбе Раевских. Деревья находятся в хорошем состоянии, за ними ведётся профессиональный уход.